# Tweede Kamerverkiezingen 2003/Kandidatenlijst/Vooruitstrevende Integratie Partij
Dit is de kandidatenlijst voor de Tweede Kamerverkiezingen 2003 van de Vooruitstrevende Integratie Partij. De partij deed mee in 8 van de 19 kieskringen.
1. Ranesh Dhalganjansing - 1.136 stemmen
2. Radjan Dhalganjansing - 103
3. Sharda Rambhadjan - 67
4. Merhi Ghamrawi - 21
5. Max Sordam - 93
6. Adde Sufi - 61
7. Anita Nandpersad - 67

CDA · LPF · VVD · PvdA · GroenLinks · SP · D66 · ChristenUnie · SGP · Leefbaar Nederland · DeConservatieven.nl · NCPN · Duurzaam Nederland · PvdT · Partij voor de Dieren · Lijst 16 · Vooruitstrevende Integratie Partij · AVD · Lijst Veldhoen